# Canadian Space Agency
L'Agència Espacial Canadenca (en anglès Canadian Space Agency (CSA) o en francès Agence spatiale canadienne (ASC)), és l'agència espacial del Canadà. Va ser fundada l'1 de març, de 1989 per la llei per l'Agència Espacial Canadenca, la qual va ser promulgada al desembre de 1990.
La seu de l'agència és el Space Center John H. Chapman a Longueuil, Quebec. També té un centre tècnic anomenat David Florida Laboratory a Ottawa i oficines d'enllaç amb els Estats Units a Washington i Cap Canaveral a Houston, també té oficiens a París, França.
Canadà va ser el tercer país, després de la Unió Soviètica i dels Estats Units, a llançar un satèl·lit artificial, esdeveniment que va succeir en 1962.